# George Bonham
Pour les articles homonymes, voir Bonham.
Samuel George Bohnam, né à Faversham le 7 septembre 1803 et mort le 8 octobre 1863, est un diplomate et administrateur colonial britannique, 3e gouverneur de Hong Kong (1848-1854).

## Biographie
Fils d'un officier de marine, il devient gouverneur des Établissements des détroits en 1837. Après du service dans l'Océan Indien, il est nommé en 1848, gouverneur de Hong Kong, plénipotentiaire et président du conseil législatif de Hong Kong.

## Sources
- « Dictionary of National Biography, 1885-1900, volume 05 »